# 福建省福州第二中学
福建省福州第二中学位於中华人民共和国福建省福州市鼓楼区，在乌山麓，白马河畔，临光禄坊:145，是福建省一级达标高级中学，福州市属省重点中学:145，也是福州市唯一一所武警国防生生源基地。简称福州二中。這所學校的歷史，可以追溯到西元1911年創建的福建法政专门学校附属中学堂。該校佔地面積3.45万平方米。:145及至2012年，有近2000名学生在校，教职工凡153人。該校具備包括「科技節」:145、學生社團之類的學園文化，校训为“求知、求真、求实”。詩人蒲風、雷石榆和畫家林子白等曾在此任教:45-46，前福建省省长黄小晶、中国工程院院士张文海等人曾在此就讀。

## 校史沿革
福州二中的校史，最早可追溯到福建法政专门学校附属中学堂。它於1911年创办，当时在福州白水井。1929年，改名私立福建学院附属中学。次年搬入光禄坊。抗日战争期间，迁到闽清县、蒲城县。1945年迁回。1951年，私立厚美中学并入该校。:145同年9月，福建师范学院附属中学并入:108，改名福建师范学院附属中学:145。翌年10月:145（一说9月:108），改名福州第二中学:145。
二中原有3年制初中部和3年制高中部。初中部於2000年停止招生。
1953年时，二中所在，为大根区学院路:108。後校址记为光禄坊38号:145:45。而後又改为光禄坊100号:45。

## 布局施设

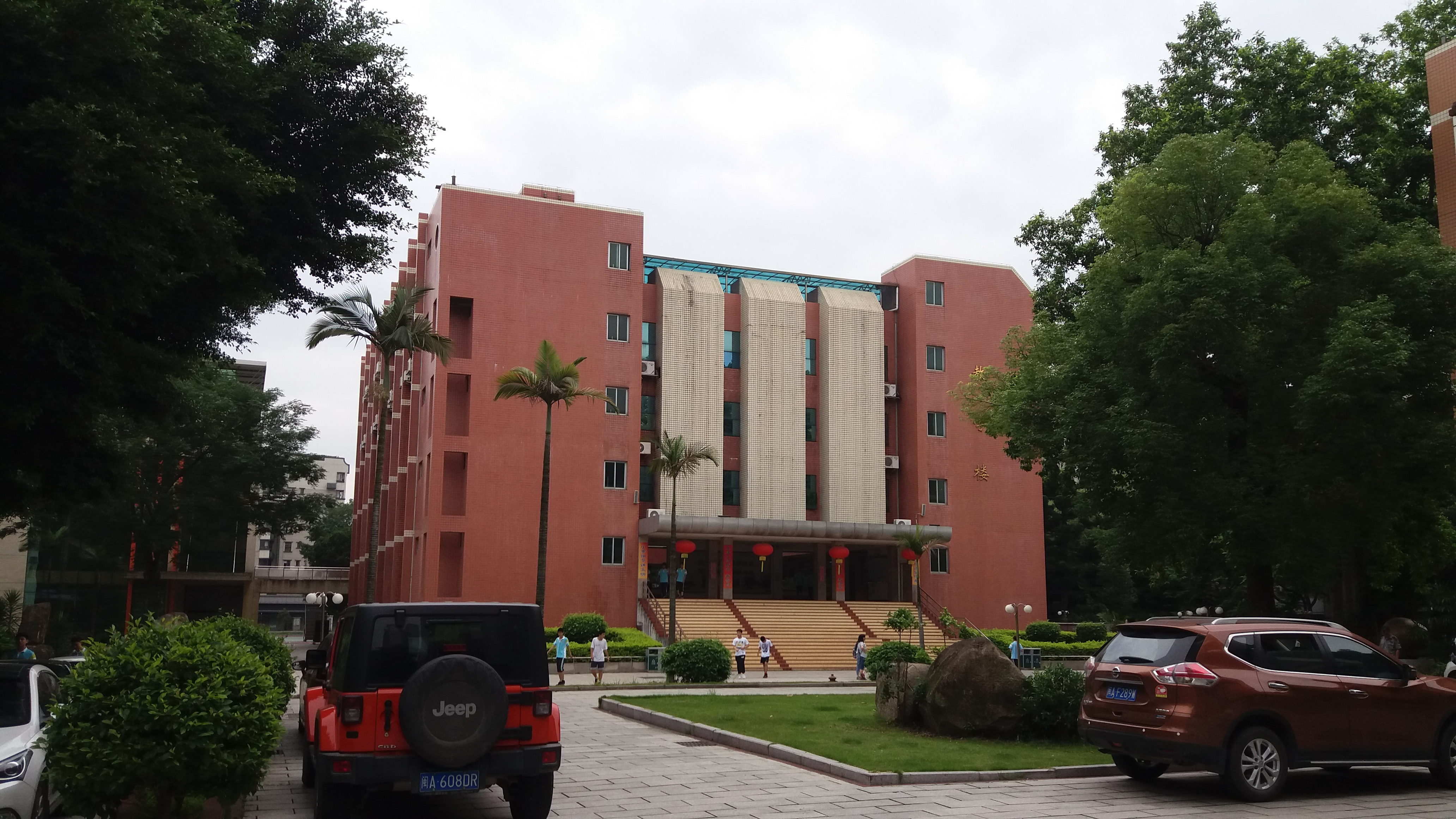
教学楼

校园佔地3.45万平方米，建筑面积2.07万平方米。:145学校教学楼有36间教室，每间教室65平方米，配有液晶投影仪、实物展示台、电脑等多媒体设备。普通教室以外，有物理、化学、生物实验室11间、多媒体大教室3间、多媒体阶梯教室1间。此外有教师多媒体电子备课室、学生电子阅览室、理化生多媒体实验室、探究室、多媒体网络教室、多媒体学术报告厅。
该校图书馆是省级示范图书馆。1990年代初，该校图书馆藏书2.9万册:145。2012年时，藏书9万余册，各种期刊300余种，各类视频资料2000多盘。数字图书馆方面，在2012年有数字图书2万册，知识视频库800集，影视200部，音乐1200首，“知识大百科”5万条。

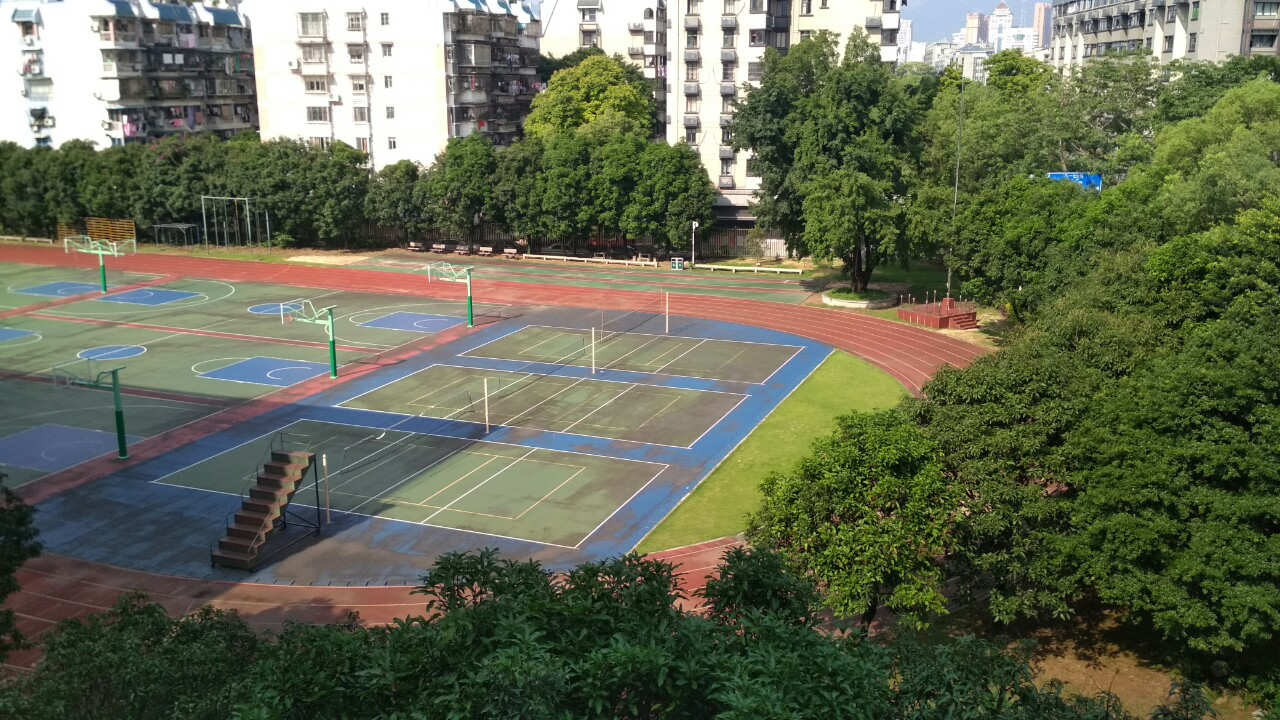
操场

校内有露天游泳池和300米塑胶跑道、4个篮球场、3个排球场、2个羽毛球场、1个小足球场。2011年，该校新体艺馆落成:46，建筑面积3700平方米，其中设室内体操房、室内舞蹈室、室内篮球场馆。
心理健康教育方面，校内设“育心园”，面积凡400多平方米。在园内，有专用教室、音乐放松室、多功能活动室、箱庭游戏室、个体辅导室、办公接待室。此园亦为福建师范大学和漳州师范大学心理学专业实践基地。
校园内曾经有过两栋青砖楼，名为文虎楼，由华侨胡文虎在1935年捐建。:145

## 教育情况
1989年，第二中学有教职工169人，其中127人专任教师，3人为特级教师，28人为高级教师。当年教学班37个，1864名学生在校。:145及於2012年，学校有近2000名学生在校，教职工153人。教职工中，特级教师2人，高级教师63人，一级教师37人。从级别与学历上看，有2位国家级骨干教师，5位省级骨干教师，10馀省市优秀青年教师及市级骨干教师，10位硕士研究生，12位教育硕士。

## 学园文化
福州二中自1984年起，每年秋季举办科技节:145。
在学生社团这一方面，该校有模拟联合国社、山神话剧社、风骨文社、足球社、街舞社、动漫社、器乐社、摄影社、机器人社、跆拳道社、魔术社等。其中，山神话剧社成立于1988年，其话剧作品《项链》、《荆轲刺秦王》曾在省、市内获奖。校足球队成立于1998年10月，成员来自各年段，球队吉祥物为“二哈”——西伯利亚雪橇犬，亦谓哈士奇。
该校是福建省传统项目（田径）学校，1982年至1989年八年蝉联福州市中学生田径运动会团体总分冠军:145。
该校设定校风为“严、勤、实、恒”，校训为“求知、求真、求实”，办学宗旨为“依法治校、以德立校、科研兴校、文化强校”。

## 校外交流
2012年暑期，福州二中邀请台湾台东中学学生篮球队赴该校友谊比赛。2013年暑期两岸青年夏令营中，嘉义永庆高中师生在二中联欢，并与此校人员“结对子”。:46

## 部分师生
1936年，蒲风在福建学院附中担任国文教员。蒲氏是诗人，新四军的一员。:45次年1月，蒲氏将教职让给挚友雷石榆。雷氏是诗人，曾参与台湾文艺联盟，此时也在附中担任国文教员。林子白曾在1930年代担任此校美术教员。林氏是画家，美术教育家。:46
至于曾在第二中学就读的校友，在政治界的有前福建省省长黄小晶、省人大副主任林强。在科学界，有中国工程院院士张文海，他是冶金专家。在教育领域，郑捷曾毕业于该校，他是全国十佳教师，也是全国人大代表。曾乃梁亦然，他是武术教练。

## 条目脚注
1. ↑  1956年，大根区并入鼓楼区[11]。